# Four Nations Chess League 2002/03
Die Saison 2002/03 war die zehnte Spielzeit der Four Nations Chess League (4NCL). 
Der Vorjahres-Zweite Wood Green gewann die ersten zehn Runden und stand damit vorzeitig als Meister fest, ehe sie gegen den Vizemeister Guildford A&DC ein Unentschieden abgaben. Der Titelverteidiger The ADs (im Vorjahr noch als Beeson Gregory am Start) musste sich mit dem siebten Platz begnügen, nachdem ein Großteil der Meistermannschaft den Verein verlassen hatte. 
Auch ein weiterer Verein hatte sich umbenannt; die Midland Monarchs gingen von nun an als Betsson.com an den Start.
Aus der Division 2 waren Richmond, Perceptron Youth und die South Wales Dragons aufgestiegen. Als einziger Aufsteiger erreichte Richmond den Klassenerhalt, während die South Wales Dragons und Perceptron Youth zusammen mit Bristol direkt wieder abstiegen. Zu den gemeldeten Mannschaftskadern siehe Mannschaftskader der Four Nations Chess League 2002/03.

## Termine und Spielorte
Die Wettkämpfe fanden statt am 23. und 24. November 2002, 18. und 19. Januar, 8. und 9. März, 12. und 13. April sowie 3., 4. und 5. Mai 2003. Die ersten beiden und die letzten drei Runden wurden in West Bromwich ausgerichtet, die übrigen in Telford.

## Abschlusstabelle
| Pl. | Verein                             | Sp | G  | U | V  | MP    | Brett-P.  |
| --- | ---------------------------------- | -- | -- | - | -- | ----- | --------- |
| 01. | Wood Green I. Mannschaft           | 11 | 10 | 1 | 0  | 21:1  | 71,0:17,0 |
| 02. | Guildford A&DC                     | 11 | 9  | 1 | 1  | 19:3  | 58,5:29,5 |
| 03. | Barbican Chess Club I. Mannschaft  | 11 | 9  | 0 | 2  | 18:4  | 50,0:38,0 |
| 04. | Betsson.com                        | 11 | 7  | 1 | 3  | 15:7  | 49,5:38,5 |
| 05. | Wood Green II. Mannschaft          | 11 | 6  | 0 | 5  | 12:10 | 43,5:44,5 |
| 06. | Richmond (N)                       | 11 | 5  | 1 | 5  | 11:11 | 40,0:48,0 |
| 07. | The ADs (M)                        | 11 | 5  | 0 | 6  | 10:12 | 42,0:46,0 |
| 08. | Slough                             | 11 | 4  | 1 | 6  | 9:13  | 39,5:48,5 |
| 09. | Barbican Chess Club II. Mannschaft | 11 | 3  | 0 | 8  | 6:16  | 36,5:51,5 |
| 10. | Perceptron Youth (N)               | 11 | 2  | 2 | 7  | 6:16  | 35,5:52,5 |
| 11. | South Wales Dragons (N)            | 11 | 1  | 1 | 9  | 3:19  | 30,5:57,5 |
| 12. | Bristol                            | 11 | 1  | 0 | 10 | 2:20  | 31,5:56,5 |

## Entscheidungen
|     | Britischer Meister: Wood Green I. Mannschaft                                |
|     | Absteiger in die Division 2: Perceptron Youth, South Wales Dragons, Bristol |
| (M) | Meister der letzten Saison                                                  |
| (N) | Aufsteiger der letzten Saison                                               |

## Kreuztabelle
| Ergebnisse | Ergebnisse                         | 01. | 02. | 03. | 04. | 05. | 06. | 07. | 08. | 09. | 10. | 11. | 12. |
| ---------- | ---------------------------------- | --- | --- | --- | --- | --- | --- | --- | --- | --- | --- | --- | --- |
| 01.        | Wood Green I. Mannschaft           |     | 4   | 5½  | 7   | 7   | 7½  | 5½  | 6   | 7   | 8   | 7   | 6½  |
| 02.        | Guildford A&DC                     | 4   |     | 3½  | 5½  | 6   | 5½  | 5   | 6   | 6½  | 5   | 6   | 5½  |
| 03.        | Barbican Chess Club I. Mannschaft  | 2½  | 4½  |     | 4½  | 4½  | 2½  | 5   | 6   | 5   | 5   | 5   | 5½  |
| 04.        | Betsson.com                        | 1   | 2½  | 3½  |     | 5   | 5   | 5   | 5   | 5½  | 4   | 7   | 6   |
| 05.        | Wood Green II. Mannschaft          | 1   | 2   | 3½  | 3   |     | 3½  | 5½  | 5   | 4½  | 5   | 5   | 5½  |
| 06.        | Richmond                           | ½   | 2½  | 5½  | 3   | 4½  |     | 3½  | 2½  | 4½  | 4½  | 4   | 5   |
| 07.        | The ADs                            | 2½  | 3   | 3   | 3   | 2½  | 4½  |     | 5   | 5   | 5   | 5½  | 3   |
| 08.        | Slough                             | 2   | 2   | 2   | 3   | 3   | 5½  | 3   |     | 4½  | 4   | 5½  | 5   |
| 09.        | Barbican Chess Club II. Mannschaft | 1   | 1½  | 3   | 2½  | 3½  | 3½  | 3   | 3½  |     | 5   | 5   | 5   |
| 10.        | Perceptron Youth                   | 0   | 3   | 3   | 4   | 3   | 3½  | 3   | 4   | 3   |     | 4½  | 4½  |
| 11.        | South Wales Dragons                | 1   | 2   | 3   | 1   | 3   | 4   | 2½  | 2½  | 3   | 3½  |     | 5   |
| 12.        | Bristol                            | 1½  | 2½  | 2½  | 2   | 2½  | 3   | 5   | 3   | 3   | 3½  | 3   |     |

## Die Meistermannschaft
| 1.            | Wood Green |
| Schachfiguren | Michael Adams, Jonathan Speelman, Alexander Baburin, Bogdan Lalić, John Emms, Matthew Turner, Chris Ward, Harriet Hunt, Nigel Short, Andrew David Martin, Bjørn Tiller, Graham Lee. |